# 西八代郡農業協同組合
西八代農業協同組合（にしやつしろのうぎょうきょうどうくみあい、通称:JA西八代）は山梨県の峡南地域東部を管轄していた農業協同組合である。

## 概要
市川三郷町に本店を置き、エリア内に9つの支店・施設がある。また、子会社として葬祭事業を営む「ジェイエイ西八代協同社」と農作物販売事業を行なう「アグリ甲斐」がある。
管轄は旧西八代郡であり、平成の大合併によって一部が甲府市や南巨摩郡になったが管轄に変更はない。但し旧西八代郡の上九一色村南部は元々富士豊茂農業協同組合（ふじがねのうぎょうきょうどうくみあい）として独立しており、現在は郡内地方一帯を管轄するクレイン農業協同組合になっている。
2019年（平成31年）2月1日に甲府市農業協同組合（JA甲府市）、中巨摩東部農業協同組合（JA中巨摩東部）、ふじかわ農業協同組合（JAふじかわ）と統合し山梨みらい農業協同組合（JA山梨みらい）が発足した。

## 管轄エリア
- 市川三郷町
- 身延町（旧下部町域のみ）
- 甲府市（旧上九一色村北部のみ）

## 地域の主な産物
- トウモロコシ－「甘々娘」ブランドとして販売している。
- 大塚にんじん－地域団体商標（第5579893号）
- ホウレンソウ－「ちぢみほうれんそう」として販売している。

その他ブドウ、モモ、キウイフルーツなども取り扱っている。